# There's That Woman Again
There's That Woman Again és una pel·lícula de misteri i comèdia estatunidenca de 1938 dirigida per Alexander Hall. És la seqüela de There's Always a Woman, estrenada el mateix any. En ambdues pel·lícules, Melvyn Douglas protagonitza un investigador privat la dona del qual participa en el seu treball. Joan Blondell va interpretar l'esposa a la primera pel·lícula, però en aquesta el paper de la muller va ser interpretat per Virginia Bruce.

## Argument
Bill Reardon, un detectiu privat, està treballant en un cas relacionat amb articles robats d'una joieria local. El cas pren un gir diferent quan la dona indiscreta d'en Bill vol ajudar a atrapar el lladre.

## Repartiment
- Melvyn Douglas com William "Bill" Reardon
- Virginia Bruce com Sally Reardon
- Margaret Lindsay com Mrs. Nacelle
- Stanley Ridges com Tony Croy
- Gordon Oliver com Charles Crenshaw
- Tom Dugan com Flannigan
- Don Beddoe com Johnson
- Jonathan Hale com Rolfe Davis
- Pierre Watkin com Mr. Nacelle
- Paul Harvey com Stone
- Lillian Yarbo com encarregada de la Sala de Dones (sense acreditar)

## Recepció
Al The New York Times, Frank Nugent la va descriure com "una pel·lícula de misteri toscament articulada", però va reconèixer que "és una manera inofensiva de matar el temps".